# Усс, Виктор Петрович
Ви́ктор Петро́вич Усс (20 ноября 1922, Девошичи, Гомельская губерния — 13 августа 2011, Красноярск) — советский организатор сельскохозяйственного производства, председатель колхоза имени VII съезда Советов, Герой Социалистического Труда (1966).

## Биография
Родился в селе Девошичи (ныне — в Белыничском районе Могилёвской области).
Трудовую деятельность начал подростком в одном из колхозов Абанского района, с 17 лет руководил полеводческой бригадой. Участник Великой Отечественной войны. В 1943 и в 1944 годах — командир отделения взвода связи 1-го стрелкового батальона 226-го гвардейского стрелкового полка 74-й гвардейской стрелковой дивизии 8-й гвардейской армии, гвардии сержант. Участник Сталинградской битвы, взятия Берлина. Войну закончил в звании младшего лейтенанта. Награждён двумя медалями «За отвагу».
После демобилизации в феврале 1947 г. вернулся в Иланский район Красноярского края. В 1949—1978 гг. — председатель колхоза имени VII съезда Советов Иланского района. С середины 1960-х гг. колхоз стал самым передовым хозяйством Иланского района, имел самые высокие показатели производства сельхозпродукции на 100 гектаров пашни. Затем — председатель краевого объединения «Сельхозтехника», директор АООТ «Агробизнесснаб».
Умер 13 августа 2011 года на 89 году жизни. 
Похоронен на Бадалыкском кладбище.

## Семья
Жена — Мария Фоминична Усс (1928—2017).
- Сын — Александр Усс — российский политический деятель, председатель Законодательного собрания Красноярского края (1998—2017), губернатор Красноярского края (2018—2023).

## Награды и звания
21 января 1966 года представлен на соискание звания Героя Социалистического Труда решением № 27 заседания бюро Красноярского крайкома КПСС. Указом Президиума Верховного Совета СССР от 23 июня 1966 года за успехи, достигнутые в увеличении производства и заготовок пшеницы, ржи, гречихи, риса, других зерновых и кормовых культур и высокопроизводительном использовании техники Уссу Виктору Петровичу присвоено звание Героя Социалистического Труда с вручением ордена Ленина и золотой медали «Серп и Молот».
Награждён орденами Ленина (23.06.1966), Октябрьской Революции, Отечественной войны 1-й степени (11.03.1985), Трудового Красного Знамени, «Знак Почета», двумя медалями «За отвагу» (01.09.1943, 11.08.1944), другими медалями.